# Тім Фаррон
Тімоті Джеймс «Тім» Фаррон (англ. Timothy James «Tim» Farron; нар. 27 травня 1970, Престон, Англія) — британський політик, ліберальний демократ. Він є членом парламенту від округу Вестморланд і Лонсдейл з 2005, був президентом ліберал-демократів з 2011 по 2014.

## Життєпис
У 1992 році він отримав ступінь бакалавра політології в Університеті Ньюкасла, був президентом Всесоюзного товариства Університету Ньюкасла (перший ліберальний демократ на цій посаді). До обрання до парламенту, Фаррон працював у галузі вищої освіти в Університет Ланкастера з 1992 по 2002 і Коледжі Сент-Мартіна в Амблсайді з 2002 по 2005 рр.
Фаррон був одним з восьми ліберал-демократів, обраних до парламенту на загальних виборах у 2015 році. Після відставки лідера партії Ніка Клегга, він вважається фаворитом бути наступним лідером ліберал-демократів.